# بندکهنوج
بندکهنوج، روستایی از توابع بخش کوهساران شهرستان راور در استان کرمان ایران است. این روستا  مطلق به فردی به نام غلامرضا سهرنگی نژاد  بوده. که در سال ۱۲۹۵  گسترش یافته و دوباره قابل سکونت شده. در سال ۱۳۱۰ این فرد یک آسیاب آبی  در ان منطقه ایجاد کرده که باعث رونق  روستا تا سال ۱۳۵۰شده. در طی پیشرفت صنعت   داخل ان منطقه از رونق افتاده. و با ایجاد مسکن در این روستا دوباره به رونق افتاده، درحال حاضر جمعیت این روستا ۸۵نفر است. در سال ۱۳۹۵ برق داده شده. سال ۱۴۰۱ گاز  داده شده. آب شرب ندارد. آبیاری روستا توسط آب رودخانه و با لوله کشی آبیاری می‌شود.

## جمعیت
این روستا در دهستان هروز قرار دارد و براساس سرشماری مرکز آمار ایران در سال ۱۳۸۵، جمعیت آن ۲۰ نفر (۵خانوار) بوده‌است.